# Fitzhugh Townsend
Samuel George Fitzhugh Townsend (New York, aprile 1872 – New York, 11 dicembre 1906) è stato uno schermidore statunitense, vincitore di una medaglia d'argento nella scherma ai giochi olimpici.